# Verrou de pontet

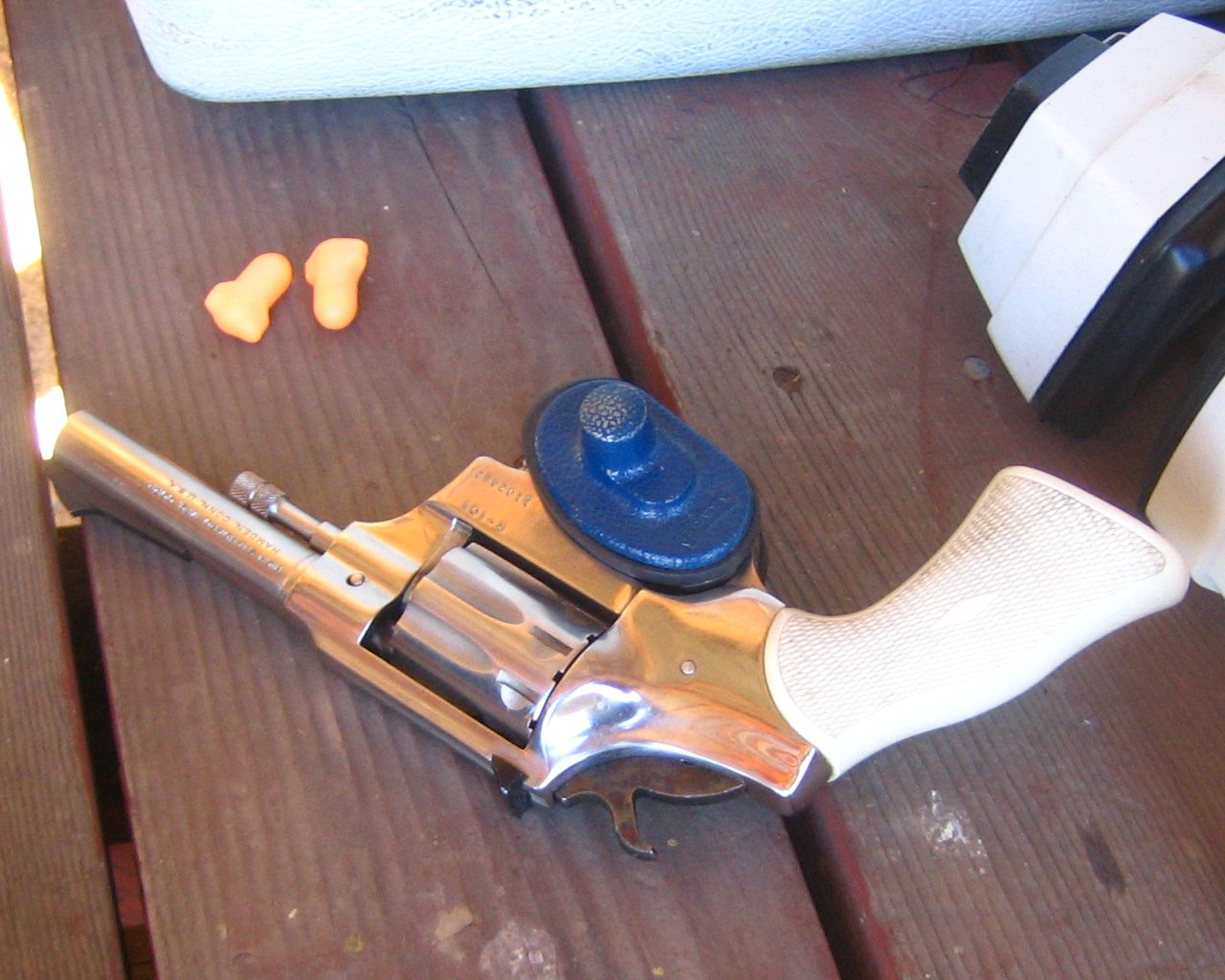
Verrou de pontet sur un révolver.

Un verrou de pontet est un dispositif mécanique destiné à neutraliser temporairement une arme à feu en se fixant sur le pontet ; par exemple pour le transport ou pour empêcher des personnes n'ayant pas les compétences nécessaires (par exemple des enfants) d'utiliser l'arme.

## Fonctionnement
Le verrou se compose de deux parties séparées, l'une avec une tige et l'autre avec un creux. Les deux parties s'enclipsent l'une dans l'autre au niveau du pontet de l'arme et empêchent ainsi l'actionnement de la détente.
Le verrou s'ouvre, dans la plupart des cas, soit avec une clef soit avec un code à trois chiffres.
Ce genre de mécanisme est très simple et assez facile à enlever, en cas de vol il n'empêchera pas l'utilisation de l'arme[réf. nécessaire].